# Biskupová
Biskupová este o comună slovacă, aflată în districtul Topoľčany din regiunea Nitra, pe malul râului Radošinka⁠(d). Localitatea se află la altitudinea de 163 m deasupra n.m., se întinde pe o suprafață de 3,3 km2 și în 2017 număra 238 de locuitori.

## Istoric
Localitatea Biskupová este atestată documentar din 1326.

## Demografie
| An:                | 1994 | 2004    | 2014   | 2024   |
| ------------------ | ---- | ------- | ------ | ------ |
| Număr de persoane: | 197  | 242     | 246    | 241    |
| Diferență:         |      | +22,84% | +1,65% | −2,03% |

| An:                | 2023 | 2024   |
| ------------------ | ---- | ------ |
| Număr de persoane: | 246  | 241    |
| Diferență:         |      | −2,03% |